# Covington (Ohio)
Covington es una villa ubicada en el condado de Miami en el estado estadounidense de Ohio. En el Censo de 2010 tenía una población de 2584 habitantes y una densidad poblacional de 739,03 personas por km².

## Geografía
Covington se encuentra ubicada en las coordenadas 40°7′1″N 84°21′3″O / 40.11694, -84.35083. Según la Oficina del Censo de los Estados Unidos, Covington tiene una superficie total de 3.5 km², de la cual 3.43 km² corresponden a tierra firme y (1.93%) 0.07 km² es agua.

## Demografía
Según el censo de 2010, había 2584 personas residiendo en Covington. La densidad de población era de 739,03 hab./km². De los 2584 habitantes, Covington estaba compuesto por el 98.07% blancos, el 0.31% eran afroamericanos, el 0.08% eran amerindios, el 0.04% eran asiáticos, el 0% eran isleños del Pacífico, el 0.23% eran de otras razas y el 1.28% pertenecían a dos o más razas. Del total de la población el 0.62% eran hispanos o latinos de cualquier raza.